# Шкатулка проклятия
«Шкатулка проклятия» (англ. Possession — «Одержимость») —  американский фильм ужасов о сверхъестественном 2012 года режиссёра Уле Борнедаля по сценарию Джульет Сноуден и Стайлза Уайта, спродюсированный Сэмом Рэйми, Робертом Тапертом и Дж. Р. Янгом. В главных ролях снялись Джеффри Дин Морган, Кира Седжвик, Наташа Калис, Грант Шоу, Мэдисон Девенпорт и Матисьяху. История, основанная на статье «Проклятие в коробке?» в Los Angeles Times 2004 года Лесли Горнштейн о живущем в шкафчике диббуке (Ящик диббука), персонаже из еврейской мифологии.
Фильм был снят в 2011 году. Отдельные части снимались в бывшем психиатрическом учреждении, больнице Ривервью в Кокуитламе, Британская Колумбия. Борнедал ссылался на такие фильмы, как «Изгоняющий дьявола», как на источник вдохновения, восхваляя их искусность.
Фильм получил рейтинг PG-13. Фильм вышел в прокат в США 31 августа 2012 года, премьера состоялась на Film4 FrightFest. Он получил смешанные и отрицательные отзывы кинокритиков, в то время как зрители отнеслись к нему положительно.

## Сюжет
Клайд Бренек (Джеффри Дин Морган), разведённый с женой отец двенадцатилетней девочки Эмили (Наташа Калис), а также её сестры Ханны Бренек, приходит вместе с младшей дочкой на ярмарку, что проводится в одном из соседских дворов. Там Эмили приглянулась винтажная шкатулка, и она попросила отца купить её.
Через некоторое время Эмили становится одержимой этой шкатулкой, но отец не уделяет этому внимания и не видит повода для беспокойства. Вскоре Клайд замечает странности в поведении дочери. За завтраком Эмили неожиданно воткнула вилку в руку своего отца; вечером она разговаривает со своим отражением в зеркале; её посещают видения — одно из них заставило подумать Эмили, что родной отец ударил её. Однажды шкатулку в классе оставляет классная руководительница, но после того, как та захотела её открыть — из её глаз стала течь кровь и в конце концов какая-то сила потаскала и убила мисс Шенди.
Эмили замечает, что с ней что-то не так, — во время чистки зубов из её рта вылезли два нечеловеческих пальца. Повсюду в доме заводятся мотыльки. В конце концов подозрения Клайда пали на недавно купленную шкатулку. Эмили в истерике сбегает на улицу. Там, при свете фонаря, в рот девочки влетают мотыльки. Жена Клайда Стефани в панике — она считает, что во всем виноват её бывший муж. Она запрещает Клайду встречаться и видеться с дочерьми. Тогда тот решает всё исправить. Он едет в синагогу, но там ему отказывают в помощи из-за шаббата. Клайд просит помощи у последнего, кто ещё мог помочь Клайду — цадика. Оба приходят к мысли, что в шкатулке живёт диббук, творящий страшные вещи со своими хозяевами. С помощью цадика из Нью-Йорка отцу Эмили удается прогнать демона. Во время сеанса экзорцизма диббук говорит через тело Эмили странным голосом. Всё проходит успешно, и цадик со шкатулкой уезжает. Однако, разговаривая по телефону, попадает в ДТП с тяжёлыми последствиями. Фильм заканчивается кадрами со шкатулкой, которая всё ещё не уничтожена, а голос демона нашёптывает детский стишок на польском.

## В ролях
| Актёр               | Роль                |
| ------------------- | ------------------- |
| Наташа Калис        | Эм Бренек           |
| Джеффри Дин Морган  | Клайд Бренек        |
| Кира Седжвик        | Стефани Бренек      |
| Мэдисон Девенпорт   | Ханна Бренек        |
| Матисьяху           | Цадик               |
| Грант Шоу           | Бретт               |
| Роб ЛаБелль         | Рассел              |
| Джей Бразо          | профессор МакМаннис |
| Армин Чайм Корнфелд | Ребе Шах            |

## Роли дублировали
| Актёр                       | Роль                |
| --------------------------- | ------------------- |
| Михаил Георгиу              | Клайд Бренек        |
| Никита Семёнов-Прозоровский | профессор МакМаннис |
| Алексей Борзунов            | Ребе Шах            |

## Съёмочная группа
- Режиссёр: Уле Борнедаль
- Продюсеры: Сэм Рэйми, Роберт Джерард Таперт, Д.Янг
- Сценаристы: Джульетт Сноуден, Стайлз Уайт, Лесли Горнштейн
- Оператор: Дан Лаустсен
- Композитор: Антон Санко

## Критика
На вебсайте Rotten Tomatoes лента имеет 38% одобрения со средней оценкой 5.10 из 10 на основе 99 рецензий. Критический консенсус вебсайта гласит: «Она может быть основана на реальных событиях, но это не оправдывает того, что „Шкатулка проклятия“ постоянно прибегает к старым клише из фильмов о привидениях или к непредвиденному смеху, который он вызывает». На Metacritic фильм имеет 45 баллов из 100 на основе 26 рецензий, что соответствует статусу «Смешанные или средние отзывы».